# Большие Ноли
Большие Ноли (мар. Кугу Нольо) — деревня в Мари-Турекском районе Республики Марий Эл. Входит в состав Мари-Биляморского сельского поселения.

## География
Находится в восточной части республики Марий Эл на расстоянии приблизительно 11 км по прямой на восток-северо-восток от районного центра посёлка Мари-Турек.

## История
Основана в XVII веке. В 1723 году в ней было 96 ясачников. В 1747 году отмечено крещёных из черемис — 26, черемис — 23, всего душ — 49. В 1795 году в ней было 20 дворов, 59 ясачников. В 1859 году в деревне насчитывалось 35 дворов, проживал 261 человек. В 1905 году числилось 90 дворов, 543 жителя. В 1923 году осталось 84 дома, 334 жителя. В 2000 году в деревне насчитывалось 69 хозяйств. В советское время работали колхозы «У вий» («Новая сила»), «Россия» и имени Коминтерна.

## Население
Население составляло 217 человека (мари 83 %) в 2002 году, 242 в 2010.